# Erin Krakow
Erin Krakow (Philadelphia, 5 september 1984) is een Amerikaans actrice. Ze verscheen voor het eerst in de televisieserie Army Wives en heeft een hoofdrol in de serie When Calls the Heart.

## Carrière
Na het afronden van haar opleiding aan de kunstacademie in Arizona ging Krakow drama studeren aan de Juilliard School in New York. Ze begon te acteren in de toneeldrama's The Importance of Being Earnest, George the Fourth en Steel Magnolias. Van 2010 tot 2012 had ze een terugkerende rol in de dramaserie Army Wives, en in 2013 een rol in de politieserie Castle.
Vanaf 2014 speelt Krakow de hoofdrol in de televisieserie When Calls the Heart, waarin ze de rol van lerares Elizabeth Thatcher speelt.
Erin Krakow speelde in 2016 in de televisiefilm Finding Father Christmas als Miranda Chester, een vrouw die een klein dorp bezoekt tijdens kerst, en op zoek is naar de identiteit van haar vader. De film werd de meest bekeken première in de geschiedenis van Hallmark. Er kwam in 2017 een vervolg, genaamd Engaging Father Christmas, en ten slotte in 2018 een derde film, Marrying Father Christmas.

## Filmografie
| Jaar       | Titel                        | Rol                | Opmerking                        |
| ---------- | ---------------------------- | ------------------ | -------------------------------- |
| 2010-2012  | Army Wives                   | Tanya Gabriel      | terugkerende rol 18 afleveringen |
| 2013       | Castle                       | Julie Rogers       | afl. "Recoil"                    |
| 2013       | Chance at Romance            | Samantha Hart      | televisiefilm                    |
| 2014-heden | When Calls the Heart         | Elizabeth Thatcher | hoofdrol                         |
| 2014       | A Cookie Cutter Christmas    | Christie Reynolds  | televisiefilm                    |
| 2015       | NCIS: Los Angeles            | Emily Moore        | afl. "Citadel"                   |
| 2016       | Good Girls Revolt            | Maureen            | afl. "The Folo"                  |
| 2016       | Finding Father Christmas     | Miranda Chester    | televisiefilm                    |
| 2017       | NCIS                         | Elizabeth Dean     | afl. "Rendezvous"                |
| 2017       | Engaging Father Christmas    | Miranda Chester    | televisiefilm                    |
| 2018       | Marrying Father Christmas    | Miranda Chester    | televisiefilm                    |
| 2019       | A Summer Romance             | Samantha Walker    | televisiefilm                    |
| 2019       | Sense, Sensibility & Snowmen | Ella Dashwood      | televisiefilm                    |
| 2021       | It Was Always You            | Elizabeth          | televisiefilm                    |
| 2023       | The Wedding Cottage          | Vanessa Doyle      | televisiefilm                    |
| 2024       | Blind Date Book Club         | Meg Tompkins       | televisiefilm                    |
| 2024       | Santa Tell Me                | Olivia Spencer     | televisiefilm                    |